# Get a Grip
Get a Grip jedanaesti je studijski album američke hard rock skupine Aerosmith koji izlazi u travnju 1993.g. Ovo je njihov zadnji studijski album kojeg objavljuje diskografska kuća "Geffen Records".
Get a Grip sastavu Aerosmith donosi komercijalni uspjeh i pet hit singlova, od toga četiri na Top 40 "Billboard Hot 100" glazbene ljestvice između 1993. i 1994.g. "Livin' on the Edge," "Eat the Rich" i tri skladbe koje su obožavatelji zajedno zvali "Cryamazy trilogy"; "Cryin'," "Amazing," i "Crazy". Promotivni video s tri skladbe, pomogao je u samome početku karijere glumice Alicia Silverstone i kćerki pjevača Stevena Tylera, Liv Tyler.
Get a Grip također prezentira široke glazbene stilove sastava. "Gotta Love It"  skladba je koja se nalazi u okvirima R&B-a, a Joe Perry i Brad Whitford joj dodaju dionicu blues gitarskog sola, dok solo na bas-gitari izvodi Tom Hamilton. Instrumental "Boogie Man", nominiran je za nagradu "Grammy", koja je bazirana na izvedbi glazbenika Petera Greena iz njegovih dana dok je bio član sastava "Fleetwood Mac". Album je također značajan po brojnim slavnim gostima koji uključuju i Dona Henleya, koji izvodi pozadinske glasove u skladbi "Amazing" i Lenny Kravitz sa suradnjom i pretećim vokalom u skladbi "Line Up". Prateći prethodno objavljene albume Permanent Vacation i Pump i na njemu se nalazi mnogo dobrih skladbi sačinjenih od vanjskih suradnika koji uključuju Desmond Child, Jim Vallance, Mark Hudson, Richie Supa, Taylor Rhodes, Jack Blades i Tommy Shaw.
Get a Grip donosi Aerosmithu najbolju prodaju studijskog albuma u svijetu, koja dostiže prodaju preko 20 milijuna primjeraka i nakon albuma Pump drugu najbolju prodaju od 7 milijuna kopija u Americi. Također je i treći njihov album koji se u Americi prodao u preko 5 milijuna primjeraka.
Get a Grip donosi im dvije pobjede za nagradu "Grammy" u kategoriji "najbolja rock vokalna duo izvedba".

## Popis pjesama
1. "Intro" (Steven Tyler, Joe Perry, Jim Vallance) – 0:23
2. "Eat the Rich" (Tyler, Perry, Vallance) – 4:09
3. "Get a Grip" (Tyler, Perry, Vallance) – 3:58
4. "Fever" (Tyler, Perry) – 4:15
5. "Livin' on the Edge" (Tyler, Perry, Mark Hudson) – 6:20
6. "Flesh" (Tyler, Perry, Desmond Child) – 5:56
7. "Walk on Down" (Perry) – 3:37
8. "Shut Up and Dance" (Tyler, Perry, Jack Blades, Tommy Shaw) – 4:55
9. "Cryin'" (Tyler, Perry, Taylor Rhodes) – 5:08
10. "Gotta Love It" (Tyler, Perry, Hudson) – 5:58
11. "Crazy" (Tyler, Perry, Child) – 5:16
12. "Line Up" (Tyler, Perry, Lenny Kravitz) – 4:02
13. "Amazing" (Tyler, Richard Supa) – 5:56
14. "Boogie Man" (Tyler, Perry, Vallance) – 2:16

### Bonus skladbe (internacionalna verzija)
1. "Can't Stop Messin'" (Tyler, Perry, Blades, Shaw) - 3:30

## Osoblje
Aerosmith
- Tom Hamilton - bas-gitara
- Joey Kramer - bubnjevi, udaraljke
- Joe Perry - gitara, vokal, dulcimer
- Steven Tyler - prvi vokal, usna harmonika, mandolina, udaraljke, klavijature
- Brad Whitford - gitara

Dodatni glazbenici
- Paul Baron - truba
- Desmond Child - klavijature
- Alison Dyer - glasovi
- Bruce Fairbairn - truba
- Frank Felder - gitara
- Thom Gimbel - klavijature, saksofon, prateći vokali
- Don Henley - prateći vokali
- Sandy Kanaeholo - bubnjevi
- Tom Keenlyside - saksofon
- Lenny Kravitz - vokal
- Melvin Liufau - bubnjevi
- Wesey Mamea - bubnjevi
- Ian Putz - bariton saksofon
- Bob Rogers - trombon
- Richard Supa - klavijature
- Liainaiala Tagaloa - bubnjevi
- Mapuhi T. Tekurio - bubnjevi
- Aladd Alationa Teofilo - bubnjevi
- Lenny Tyler - udaraljke
- John Webster - klavijature

Ostalo osoblje
- Producent: Bruce Fairbairn
- Projekcija: John Aguto, Ed Korengo, Ken Lomas, Mike Plotnikoff, David Thoener
- Mix: Brendan O'Brien
- Mastering: Greg Fulginiti na Masterdisku
- Nadzor masteringa: David Donnelly
- Programiranje: John Webster
- Koordinator produkcije: Debra Shallman
- Tehničar za gitaru: Dan Murphy
- Aranžer: Steven Tyler
- Art direkcija: Michael Golob
- Dizajn omota albuma: Hugh Syme
- Fotografija: Ed Colver, William Hames
- Davanje oblika: John Kalodner

## Top liste
Album - Billboard (Sjeverna Amerika)
| Godina | Top lista     | Pozicija |
| ------ | ------------- | -------- |
| 1993.  | Billboard 200 | #1       |

Singlovi - Billboard (Sjeverna Amerika)
| Godina | Singl                | Top lista              | Pozicija |
| ------ | -------------------- | ---------------------- | -------- |
| 1993.  | "Amazing"            | Mainstream Rock Tracks | #3       |
| 1993.  | "Amazing"            | The Billboard Hot 100  | #24      |
| 1993.  | "Amazing"            | Top 40 Mainstream      | #9       |
| 1993.  | "Cryin'"             | Mainstream Rock Tracks | #1       |
| 1993.  | "Cryin'"             | The Billboard Hot 100  | #12      |
| 1993.  | "Cryin'"             | Top 40 Mainstream      | #11      |
| 1993.  | "Eat the Rich"       | Mainstream Rock Tracks | #5       |
| 1993.  | "Fever"              | Mainstream Rock Tracks | #5       |
| 1993.  | "Livin' on the Edge" | Mainstream Rock Tracks | #1       |
| 1993.  | "Livin' on the Edge" | The Billboard Hot 100  | #18      |
| 1994.  | "Crazy"              | Mainstream Rock Tracks | #7       |
| 1994.  | "Crazy"              | The Billboard Hot 100  | #17      |
| 1994.  | "Crazy"              | Top 40 Mainstream      | #7       |

## Certifikat
| Organizacija  | Naklada       | Datum              |
| ------------- | ------------- | ------------------ |
| RIAA - SAD    | Zlatni        | 23. lipnja 1993.   |
| RIAA - SAD    | Platinasti    | 23. lipnja 1993.   |
| RIAA - SAD    | 2x Platinasti | 13. rujna 1993.    |
| RIAA - SAD    | 3x Platinasti | 12. siječnja 1994. |
| RIAA - SAD    | 4x Platinasti | 19. travnja 1994.  |
| RIAA - SAD    | 5x Platinasti | 15. rujna 1994.    |
| RIAA - SAD    | 6x Platinasti | 6. prosinca 1994.  |
| RIAA - SAD    | 7x Platinasti | 7. studenog 1995.  |
| ABPD - Brazil | Zlatni        | 1995.              |

## Nagrade
Grammy Awards
| Godina | Dobitnik             | Kategorija                        |
| ------ | -------------------- | --------------------------------- |
| 1993.  | "Livin' on the Edge" | najbolja rock vokalna duo izvedba |
| 1994.  | "Crazy"              | najbolja rock vokalna duo izvedba |

## Vanjske poveznice
- Tekst  Arhivirana inačica izvorne stranice od 17. travnja 2011. (Wayback Machine)
- Get a Grip
- discogs.com - Aerosmith - Get A Grip